# Jupiter, sous les traits de Diane, séduit Callisto
Jupiter, sous les traits de Diane, séduit Callisto est un tableau peint par Gerrit van Honthorst au XVIIe siècle.

## Thème mythologique
Le tableau dépeint Jupiter, sous les traits de la Diane déesse de la chasse, et Callisto sur le point de s'embrasser.